# Stenotarsus nigricornis
Stenotarsus nigricornis es una especie de coleóptero de la familia Endomychidae.

## Distribución geográfica
Habita en la Guayana francesa.